# Молодёжный (Каргасокский район)
Молодёжный — посёлок в Каргасокском районе Томской области, Россия. Административный центр Среднетымского сельского поселения.

## География
Посёлок расположен на берегу одной из проток реки Тым. Чуть восточнее Молодёжного в протоку впадает река Ельцовка.

## История
Исторический населённый пункт южных селькупов (группа чумэлкуп) — юрты Кочеядровы. Были расположены на правом и левом берегах Тыма. Фамилии коренных жителей этих юрт — селькупы Качиядровы, Каргаевы, Илыгины, Пагесовы, а также Карлашкины / Карломкины / Карлымгины / Карлыгины / Карлыкины / Курлыкины (написание в метрических книгах варьируется). В 1897 г.: 2 хозяйства — 9 человек. В 1911 г.: 3 хозяйства — 14 человек. Поселение относилось к Тымской инородческой волости (1-й половины) Нарымского края.
В «Материалах по обследованию туземного населения р. Тым» (1930-е гг.) содержится такое сообщение: «В юрте Кочиядрово остяк Карлыгин, ему сейчас 93 года, имел до 80 штук оленей, но это было ещё до 1917 года, причём семьи у него было 18 человек».

### Верования
Кочиядровский культовый амбар. Недалеко от дер. Кочиядровой, в бору, примерно до 1930-х гг. был культовый амбар селькупского рода Карлыкиных. Там раньше стояла «кукла», с волосами, одетая в юбку. Старая сосна, стоявшая там, была вся в клиньях, на которых платки и всякие лоскутья вешали, длиною до 1 м.
В Лымбель-карамо жила старуха одна. Ворожить умела. Когда ворожила, то по воде бегать могла. Она на Рыбной речке ворожила; там и избушка её стояла. Медведя могла загнать на лиственницу. Тот всю лесину обдерет когтями, а слезти не может.
Потом она людям на Лымбеле рыбачить не велела, а когда её не стали слушаться, то всю рыбу отсюда прогнала.
Тогда её убили. Потом смотрят — она опять живая. Так семь раз её рубили и ничего сделать не могли. А те люди, что рубили её, потом с ума сошли. Тогда взяли, когда старуха спала, её собачьим пометом помазали и она сама кончилась. А когда кончалась она, то говорит: «Вы все умрёте».
Её хоронить не стали, а в реку бросили. И когда стало замерзать, вода по реке сверху пошла зеленая. И все стали умирать. Как воду попьют, так часа через два умирают. В нашей юрте только двое в живых остались, которые воду не пили из реки.
Это в 1920-х годах было. Тогда тиф на Тыму был. Старики говорят, что это из-за воды болезнь началась; по воде что-то было пущено.Записано Галиной Ивановной Пелих летом 1953 г. со слов селькупки Карлыгиной Алёны в юртах Кочиядровых на Тыму, Пелих Г.И. Происхождение селькупов

### Археология

#### Кочиядровское городище
Городище, укреплённое рвом и валом, было расположено на правом берегу Чёрной речки, недалеко от ее устья, выше Протоки, против дер. Кочиядровой, находящейся на левом берегу Тыма.

#### Кочиядровский грунтовый могильник «Чистый Яр»
Могильник находится на высокой боровой гриве, обрывающейся на правом берегу Тыма, в 12 км ниже дер. Кочиядровой. Могилы расположены параллельными рядами и представляют собой по внешнему виду неровные ямки размером от 1,8 до 3 м длины, от 0,7 до 1,00 м ширины и от 0,3 до 0,5 м глубины, ориентированные по длине с юго-востока на северо-запад. Всего здесь не меньше 15 могил, из которых в 1938 г. одна была раскопана П. И. Кутафьевым.
На глубине 0,8 м от поверхности оказался продольный, покрытый берестой, настил, 2 м длины и 0,6 м ширины, состоявший из четырех расколотых пополам сосен, толщиною 0,06 м, положенных плоской стороной вниз. Под ним находился сруб из бревен 1,7 и 0,6 м длины, в два венца. Под срубом имелся настил, подобный предыдущему, с той лишь разницей, что здесь расколотые пополам бревна горбылем были обращены вниз. Всё это сооружение было обернуто берестой, очевидно, могильная яма, имевшая глубину 1,2—1,25 м, ею выстилалась до возведения сруба. В этот сруб покойник был уложен на берестяной подстилке и сверху накрыт берестой же. После снятия настила и расчистки погребение имело корытообразную форму; из-под бересты, очень хрупкой, но целой, выступал череп. Погребение содержало костяк женщины, который лежал на спине, головой на юго-восток, с руками вдоль туловища, правая нога лежала на левой, кисти рук были соединены вместе в нижней части живота.
При костяке оказался железный ножик, две серебряные серьги-подвески в форме знака вопроса, с полой медной бусой, вдетой на стерженёк, и медной цепочкой 4 миллиметров толщины и 21 см длины и около 18 железных и медных проволочных колец, которые были соединены до 5 штук вместе. Бронзовые или медные кольца имеют в диаметре 3,3—4,7 см и сделаны из проволоки 3—5 миллиметров толщины. Они были подвешены к ремешкам шириною 0,7—1 см, которые, наверно, были вплетены в косы, или прикреплены к головному убору. Вместе с кольцами были найдены остатки грубой шерстяной ткани. Серебряные проволочные серьги-подвески находят свою полную аналогию в Молчановском могильнике XVII в. на Оби не только в металле, в величине и форме, но и в такой детали, что имеют резьбу, подражающую витью. Не случайно также то, что аналогичные украшения в виде железных и медных колец представляют собой типичное явление в Балагачевском курганном могильнике на Чулыме, тоже относящемся к XVII в.

## Население
| 1920 | 2002 | 2010 | 2012 | 2013 | 2014 | 2015 |
| ---- | ---- | ---- | ---- | ---- | ---- | ---- |
| 14   | ↗634 | ↘536 | ↘525 | ↘518 | ↗523 | ↘505 |
| 2021 |      |      |      |      |      |      |
| ↘360 |      |      |      |      |      |      |

## Социальная сфера и экономика
В посёлке есть библиотека, средняя общеобразовательная школа, детский сад и фельдшерско-акушерский пункт.
Основу экономической жизни составляют сельское и лесное хозяйство и розничная торговля.